# 柴禅平诉合众国案
柴禅平诉合众国案（案号：130 U.S. 581 (1889)）是以中美天津条约续增条约发生冲突为由发起的一桩诉讼，于1889年5月13日由美国最高法院判决，也就是众所周知的排华案。这是对1888年《斯科特法》（1882年《排华法》的补充）的挑战。最高法院驳回了这一上诉，维护了美国联邦政府制定移民政策和通过新立法的权力，新立法将推翻以前的国际条约条款。这一裁决是最高法院尊重美国立法部门在移民法中的全体权力及其推翻国际条约条款的权力的一个重要先例。尽管领事不可复审一词直到20世纪才被使用，但该案被援引为确立领事不可复审原则的决定性案例中的一个重要先例。 因此，它在限制司法机构在影响移民美国方面的作用方面发挥了重要作用。

## 法案

### 法律背景
1868年，美国和中国进入中美天津条约续增条约，建立了正式的友好关系，并给予中国最惠国待遇。该条约鼓励来自中国的移民，并给予居住在另一国的任何一国公民一些特权，但拒绝给予来自中国的移民入籍的特权。
1880年11月17日，中美天津条约续增条约被修正为暂停但不禁止来自中国的移民。该修正案被称为《中国移民管理条约》，历史学家称之为1880年的《安吉尔条约》。前缀写道:“美国，由于不断增加的中国劳工移民到美国领土，以及这种移民带来的尴尬，现在希望谈判修改现有的条约，这不应直接违背其精神
1882年，美国排华法案获得通过，禁止技术工人和非技术工人从中国移民到美国。先前移民的权利没有得到重大修改。1884年对美国排华法案的一项修正案要求中国公民如果想在暂时离开美国后返回，必须获得重新入境许可。1888年10月1日，美国政府通过了斯科特法案。该法案由宾夕法尼亚州的威廉劳伦斯斯科特撰写，于1888年10月1日由美国总统格罗弗·克利夫兰签署成为法律。该法案禁止中国移民重返美国，否则如果他们是第一次移民，就没有资格进入美国。这违背了中美天津条约续增条约给予中国移民到美国的特权。

### 案例的详细信息
柴禅平是1875年搬到加州旧金山的清朝臣民。从1875年到1887年6月2日，他在美国工作，在获得了一份可以让他返回美国的证书后，他离美回到中国。该证书是根据美国排华法案的规定颁发的。
1888年10月1日，当他在美国境外时，《斯科特法案》成为法律，并禁止他再次入境。
柴禅平于1888年9月7日乘比利时汽船从香港返回美国。1888年10月8日，这艘船在旧金山港靠岸。他出示证件，请求进入美国。根据斯科特法案，他被拒绝入境。比利时船长将柴禅平扣押在船上。
柴禅平的辩护律师提交了人身保护令，要求船长释放他并允许他出庭，船长照办了。柴禅平出现在法庭上，法庭判定他没有被剥夺自由，并将他交还给船长控制。柴禅平对该判決提出上诉，该案件被提交给美国最高法院。

### 关键的争论点
柴禅平的辩护律师提出了许多不同的论点，最高法院对这些论点的意见将为今后的裁决提供一个重要的先例:
- 上诉质疑美国立法和行政部门推翻国际条约的权力，并含蓄地声称任何此类推翻都要接受司法监督。上诉还认为，条约中的探视权是受美国宪法第五修正案保护的一种财产形式。上诉引用了法律学者先前对1798年通过的《外国人和煽动法》合宪性的批评。

### 决定
在1889年5月13日公布的判决中，最高法院一致支持下级法院的判决，即不允许柴禅平入境。斯蒂芬·约翰森·菲尔德法官撰写了最高法院的意见，他在加州最高法院任职后成为最高法院法官。加州之前通过了猪尾条例等事实上歧视中国人的法律，而菲尔德曾反对这些法律。然而，他在本案中的观点更符合当时公众对中国人的反感情绪，也符合他在周宏（音）诉美国一案中的不同意见。该案挑战了美国排华法案，而美国政府被判敗訴。
菲尔德为法院的判决提供了以下理由：
1. 他澄清说，美国政府可以通过新的法律，推翻过去条约的条款。在这种情况下，条约将仅在新立法生效之前的一段时间内被视为有效法律。尽管在移民法领域没有直接的先例，但菲尔德引用了过去涉及贸易条约的先例，在这些先例中，政府改变了贸易法，否定了以前条约的条款，法院驳回了质疑修改法律的上诉。引用的例子包括:[1]
  - 泰勒诉莫顿，67《美国最高法院判例汇编》第481卷(1862年):[8页]在本案中，最高法院支持美国大麻关税结构的改变，该改变推翻了美俄之间的条约条款。
  - 惠特尼诉罗伯逊，《美国最高法院判例汇编》第124卷，第190页(1888年):[9页]这维护了美国政府在认为合适的情况下解释含糊不清的条约术语的权力。
2. 他指出，当中美天津条约续增条约在1880年被修改时，中国政府已经承认美国有权管理来自中国的移民。
3. 他指出了美国与包括瑞士、法国和墨西哥在内的其他国家之间的条约和国际外交沟通的以往先例，主张各国政府有权为了国家利益管理移民，即使在特定决定的智慧受到质疑时，这一权力仍然存在。
4. 他指出，司法机构不是对任何违反国际条约条款的行为提出上诉的合适场所，而是由各自国家的政府自行解决的外交事务。

## 与其他案件的关系

### 其他排华法案
该案件有时被称为排华案件，因为这是与美国排华法案直接相关的最重要的案件。一些评论者使用“排华案件”一词来概括此类案件，包括在美国排华法案事件后决定的案件。这五个案例是:
1. 冯越亭诉美国案[译注 4]（1893年）：最高法院维持美国政府驱逐冯越亭和另外两名被美国政府视为没有有效居留许可的中国居民的决定。该决定重申，政府驱逐外国人的权力是一项绝对和无条件的权利，就像它管理入境的权力一样。
2. 周衡诉合众国案（英语：Chew Heong v. United States）[译注 5]（1884年）:在美国排华法案通过之前，周衡就离开中国去了美国。1884年对该法案的一项修正案要求所有在美国的中国人在离境前必须获得重新入境许可。他在没有许可证的情况下返回美国，被拒入境，并对这一决定提出上诉。上诉被批准了，他被允许重新进入这个国家。这是五起针对美国政府的案件中唯一一起胜诉的案件。
3. 林孟欣訴美國案（英语：Lem Moon Sing v. United States）[译注 6]（1895年）：这支持了美国国会在1892年《吉尔里法案》中的决定，即在没有任何人身保护令救济的情况下禁止外国人入境。
4. 美國訴朱台案（英语：United States v. Ju Toy）[译注 7]（1905年）：最高法院进一步允许国会拒绝人身保护令，即使是对声称是美国公民的人。

另一个判决略有不同的相关案件是美国诉黄金德（音）案，最高法院认为，一个在美国出生的中国公民在美国合法居住后自动成为美国公民。该决定在解释《宪法》第十四修正案的公民条款方面建立了一个重要的先例。

### 作为后来移民法理论先例的价值
在该案以及随后的排华案件中，最高法院一再站在美国政府一边，反对外国人，提出移民政策及其执行是立法和行政部门的事情的理由。一些评论者认为，这一案件是确立全体权力理论的一个重要先例，该理论使美国国会和美国政府行政部门的实质性移民决定免于司法审查。其他人不同意这些案件对全体权力的重要性。全体权力学说的决定性案例克纳夫诉沙乌格内西案(1950年)没有明确引用该案例。

## 脚注

### 译注
1. ↑  译名参考自凤凰网[2]，另有来源译为“遲成平訴美國案”[3][4]也有將原告翻成「蔡昌平」[5]
2. ↑  译名参考自凤凰网[2]，另有来源译为《史考特法案》[4]
3. ↑  译名参考自凤凰网[2]
4. ↑  译名参考自纽约时报中文网[9]、美国华人网[10]、凤凰网[2]和《龍與鷹的搏鬥: 美國華人法律史》[3]
5. ↑  译名参考自凤凰网[2]，另有来源译为“香釗訴美國”[3]
6. ↑  译名参考自《龍與鷹的搏鬥: 美國華人法律史》[3]
7. ↑  译名参考自《龍與鷹的搏鬥: 美國華人法律史》[3]

## 扩展阅读
- Villazor, Rose Coison.  (PDF). Oklahoma Law Review. 2015, 68 (1): 137–164  [2019-04-11]. （原始内容 (PDF)存档于2016-02-24）.
- Chae Chan Ping v. United States, 130 U.S. 581 (1889)的文本可参见：Justia · Findlaw · Cornell